# دب
الدب أو دبيات من الثدييات المفترسة من عائلة الدبيّات المنتشرة في أماكن كثيرة من بقاع العالم. يسمّى الذكر في العربيّة دب، والأنثى دبّة، والصغار جراء أو دياسم.

## الصفات الخارجيّة
- من الصفات الخارجيّة المألوفة لدى جميع فصائل الدببة الذيل القصير ويمكنها التناسل والإنجاب بسهولة، بالإضافة إلى دِقّة حاسة الشمّ والسمع ومخالب خمسة غير قابلة للارتداد، وفراء طويل أشعث وكثيف.للدببة أجساد ضخمة وقوائم قويّة تمكنها من الوقوف المعتدل، كما تمتلك أكف عريضة، خطوم طويلة، وأذنين مستديرتين.يستخدم الدب أسنانه للدفاع عن النفس وكأدوات، حيث يختلف استعمالها بحسب حمية الدب، وتستخدم المخالب للتمزيق والحفر والإمساك.يظن بأن الدببة السوداء، كما غيرها من الفصائل، تقدر على تمييز الألوان مما يساعدها على التعرّف على الفاكهة والبندق.
- تمتلك الدببة من 32 إلى 42 سنّاً بحسب الفصيلة التي تنتمي إليها، ولا تعد هذه الأسنان مختصّة في قتل الفرائس كما في أسنان السنوريّات.تعتبر أنياب الدببة أصغر حجماً من أنياب اللواحم الأخرى، التي تظهر أنيابها طويلة وحادّة ومتخصصة في قتل الطرائد، وعوضاُ عن ذلك فإنها تستخدمها للدفاع عن النفس وكأدوات.تكون أضراس الدب الطاحنة عريضة ومسطحة، وتستخدم لتمزيق وطحن المواد النباتيّة وتحويلها إلى قطع صغيرة.
- تمتلك الدببة أربعة قوائم ينتهي كل منها بخمسة مخالب حادّة غير قابلة للارتداد على عكس السنوريّات، وتستخدم هذه المخالب لعدّة أغراض منها تسلّق الأشجار، فتح أعشاش النمل الأبيض والنحل، الحفر لإيجاد الجذور، أو التقاط الطريدة، حسب الفصيلة المعينة.تلقي الدببة بكامل وزنها على أخماص أقدمها عند المشي، على عكس معظم اللواحم الأخرى التي تميل للمشي على أصابعها، حيث يلمس الكعب الأرض وتستخدم المخالب للتوازن، وبالرغم من أن الدببة أبطأ من معظم اللواحم فإنها تقدر على العدو بسرعة تصل إلى 50 كلم في الساعة.
- غالباً ما يكون فراء الدب طويلاً وأشعث، وتختلف ألوانه بحسب الفصيلة حيث يتراوح من الأبيض، الأشقر أو القشديّ، الأسود والأبيض، إلى الأسود الكلّي أو الأبيض الكلّي، وقد تختلف ألوان الفراء بداخل الفصيلة نفسها كما في حالة الدببة الأميركيّة السوداء التي تتراوح ألوانها من الأسود، البنيّ، الخمريّ، أو الأسود المزرقّ، كما وتمتلك بعض فصائل الدببة مثل دب الشمس والدب أبو نظّارة علامات باهتة على وجهها أو صدرها.
- تكون ذكور الدببة من جميع الفصائل أضخم حجماً من الإناث، ولكن الاختلاف بين الأجناس يتباين ويظهر فارقه الضخم عند الفصائل الأكبر حجماً، فذكور الدببة القطبيّة قد تزن ضعفيّ وزن الإناث بينما تكون ذكور وإناث الفصائل الأصغر حجماً متماثلة في الوزن تقريباً. تمتد حياة الدب من حوالي 25 إلى 40 سنة، ومن المعروف أن الدببة في البريّة تنفق في سنٍ أقل من تلك التي للدببة الأسيرة.

## المساكن
تعيش الدببة في مساكن مختلفة ومتنوعة تتراوح من المناطق الاستوائيّة إلى القطب الشماليّ، ومن الغابات إلى الحقول.الدببة حيوانات قارتة (آكلة للحوم والنبات)، رغم أن بعض الفصائل تتخصص بحميةٍ معينة فقط مثل الدب القطبيّ، وتقتات الدببة في العادة على الثديّات الصغيرة، الجذور، البندق، التوت، كما قد تقصد مجرىً مائيّاً لإصطياد الأسماك وأشهر الأسماك السلمون.
- تتنقّل الدببة لمسافاتٍ بعيدة في الغالب لإيجاد طعامها، وهي تصطاد في الغالب عند الغسق أو الفجر إلا إذا تواجد الإنسان على مقربةٍ منها.

## السلوك

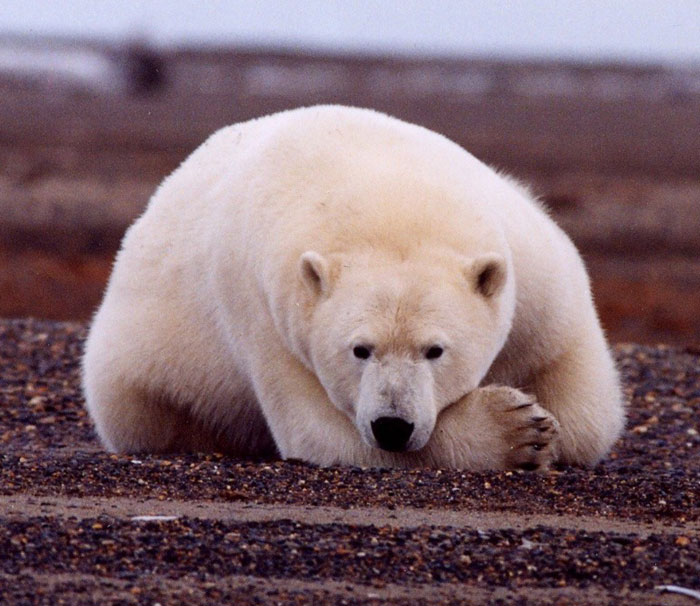
دب قطبي يستريح

تعيش الدببة في الغالب حياة منفردة ماعدا الأمهات التي تعتني بصغارها، أو خلال موسم التزاوج عند اجتماع الذكور والإناث.تؤلّف الدببة مجموعات صغيرة عندما يكون الطعام متوفراً بكثرة في منطقة صغيرة فقط، كما تفعل الدببة الألاسكيّة البنيّة (سلالة كودياك والسلالة الشيباء) عندما تتجمّع في المنطقة ذاتها للاقتيات على سمك السلمون خلال هجرته السنويّة، وعندما تسبح الأسماك بعكس التيّار لتصل إلى أراضي تفريخها.
- تعيش سلالات وأنواع أخرى من الدببة حياةً منفردة حيث تتقاطع منطقة الذكر مع منطقة الأنثى ويدافع كل منهما عن منطقته ضدّ الجنس المثيل.تغادر الذكور اليافعة أمهاتها في الغالب لكي تعيش وحدها في مناطق أخرى، بينما تقطن الإناث في منطقة تتقاطع مع منطقة والدتها.
- تتنقّل الدببة عبر مناطق شاسعة للعثور على طعامها، وهي تتذكر جميع التفاصيل للمنطقة التي تغطيها ثمّ تعود لاحقاً إلى المواقع التي كان الطعام فيها وفيراً عبر المواسم أو السنين الماضية.تستطيع الدببة أن تتسلّق الأشجار سعياً وراء طريدة ما أو للحصول على بعض النباتات، ولا يشذّ عن هذه القاعدة سوى الديية القطبيّة والدببة البنيّة البالغة التي يصعّب عليها وزنها تسلّق الأشجار.تعتبر فصائل الدببة الأكبر حجماً مثل الدب القطبيّ والدب الأشيب (السلالة الشيباء للدب البنيّ) خطرة على الإنسان ولا سيما في المناطق التي اعتادت فيها على الإنسان، غير أن الدببة في العادة خجولة وتخاف من الإنسان بسهولة إلا أنها سوف تدافع عن جرائها بشراسة في حال اقتضى الأمر.

### سلوك التناسل

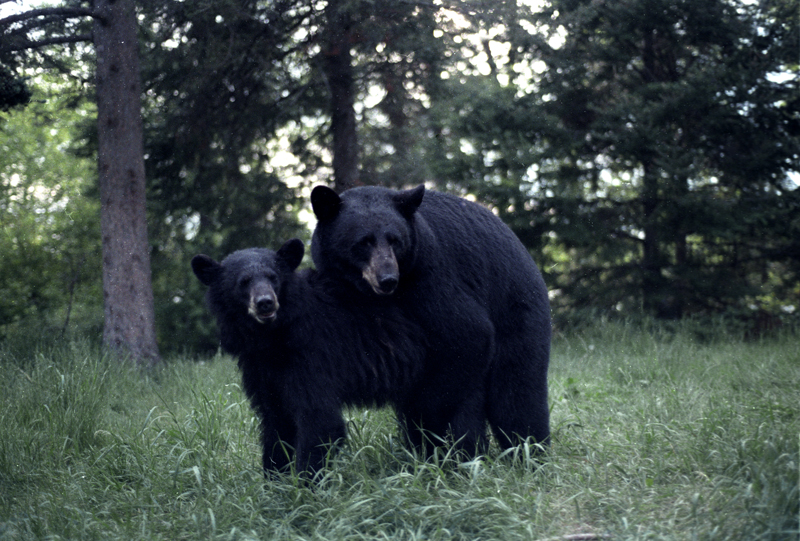
سلوك التناسل لدى الدببة

- تعتبر فترة المغازلة لدى الدببة قصيرة جداً، وتتناسل الدببة بشكلٍ موسميّ في العادة بعد أنتهاء فترة تعليق النشاط الشبيهة بالسبات.تولد الدياسم عمياء وصلعاء وبدون أسنان، وتولد الصغار في بطنٍ يتراوح عدد أفراده من 1 إلى 3 في العادة (عند الدببة البنيّة) وتبقى مع والدتها لموسمين كاملين.
- تبقى الدياسم تتغذّى على حليب والدتها طوال فترة مكوثها معها، وتخفّ هذه العادة تدريجيّاً مع نمو الجراء ثم تبدأ بتعلّم الصيد، وتعيش الدياسم مع والدتها لحوالي ثلاثة سنين إلى تدخل الدورة النزويّة مجدداً وتقوم بطردهم.تبلغ الدببة النضوج الجنسيّ في حوالي عامها الخامس إلى السابع، وهي إجمالاً مخلوقات متوحدة ولا تبقى بالقرب من بعضها لفترات طويلة، إلا أنه تمت ملاحظة استثنائات معينة، فالأشقاء الذين استقلّوا حديثاً عن والدتهم بالإضافة إلى الدببة شبه البالغة، ذات السن والرتبة نفسها، تمضي الكثير من الوقت في مجموعات.

### التفاعل بين الدببة والإنسان
- الدببة متأقلمة كغيرها من حيوانات الغابات على المشي في الأراضي الحرجيّة والوعرة من دون أن تصدر صوتاً، بالرغم من ضخامة حجمها، وهي تتواجد في بعض الأحيان على مقربة من البشر لكنها تبقى تتفاداها وغالباً ما تعي وجود الإنسان قبل أن يعي هذا الأخير وجودها، لذلك فإن النزاعات قليلة ومتجنبة.تبقى الدببة حيوانات انتهازيّة تقتات على أي نوع من الطعام بما فيها القمامة التي يتركها البشر، كما إنها تتقبّل الإطعام المتعمّد مما يجعلها أكثر خطورة ويزيد من فرصة وحدّة المواجهة.
- عندما يربط الدب بين الإنسان والطعام خجله وخوفه الطبيعي من البشر ويصبح عائلاً، كما قد يصبح الدب خطراً على الإنسان عندما يعتبره خطراً على جرائه أو كمنافس له على طعامه، أما في حالة مواجهة مع دب فإن الخبراء ينصحون بأن يتراجع الشخص إلى الوراء عبر نفس الدرب التي جاء منها ويتكلم بصوتٍ عالٍ حتى يشعر الدب بوجوده ولا يأخذه على حين غرّة، ونادراً ما سيقوم الدب بالمهاجمة عند هذه الحالة، وينصح بعض الخبراء الأخرون أن يستلقي المرء على الأرض وينتظر حتى يفقد الدب اهتمامه أو إبقاء عائقاً ما حائلاً بين المرء والدب كصخرة أو جذع ثخين.يكون الشخص في الغالب أكثر رشاقة وسرعة من الدب مما يعطيه الوقت كي يناور بالاختباء وراء حائل ما مما يسبب إحباطاً للدب ويفقده اهتمامه بالنهاية، وعند مواجهة دب ينصح الخبراء بعدم النظر أبداً إلى عينيه لأن هذه النظرة تفسرها حيوانات كثيرة بأنها نظرة تحدّي وتهديد.
- يعتبر الدب من أضخم الحيونات الموجودة على سطح الأرض. ويتراوح وزنه ما بين 300 إلى أكثر من 800 كجم. ويغطي جسده فراء سميك. والدب حيوان ذكي يتميز بحاسة شم قوية تعوضه عن ضعف البصر. وهو يجيد استخدام أصابع يديه في أعمال دقيقة.

## معلومات أخرى
يفترض بأن الدببة في المناطق الشماليّة تسبت شتاءً، وفي القرون الوسطى كان يعتقد بأنها تموت وتولد من جديد في الربيع.تدخل عدّة فصائل من الدببة فعلياً في مرحلة تسمّى بالسبات الشتويّ أو النوم الشتويّ، إلا أن هذا لا يعد سباتاً حقيقيّاً، ففي السبات الحقيقيّ تنخفض درجة حرارة الحيوان إلى التجمّد تقريباً وينخفض معدّل دقّات قلبها بشكلٍ كبير إلا أن الحيوان يصحو من وقت لأخر حتى يبوّل ويتغوّط أو يأكل من الطعام الذي قام بتخزينه، أما بالنسبة للدببة فإن درجة حرارتها ومعدّل دقات قلبها لا ينخفضان كثيراً كما أنها لا تستيقظ في العادة طوال فترة سباتها وبالتالي فإنها لا تأكل وتتبوّل وتتغوّط طوال هذه الفترة.تلد الإناث جرائها خلال هذه الفترة.قامت العديد من الدول حول العالم بسن قوانين لحماية الدببة من الصيادين أو من تدمير المساكن، أما في الأسر فقد تمّ تدريب الدببة على الرقص، الملاكمة، وركوب الدرّاجات إلا أن هذا الأسخدام للحيوانات أصبح مثيراً للجدل في أواخر القرن العشرين.تعتبر دببة كودياك (سلالة كودياك للدب البنيّ) أكبر الأنواع، بل أكبر اللواحم على الأرض، على الرغم من أن الدببة القطبيّة أثقلها وزناً، وتعتبر دببة الشمس البالغ حجمها حجم الكلب أصغرها حجماً.

## الدببة أطعمةً وعلاجًا
يستمتع العديد من الناس باصطياد وأكل الدببة خصوصاً في جنوب شرق آسيا حيث تعتبر أكف الدب من الأطباق الفاخرة، كما ويستخدم العديد من الناس في الصين، اليابان وكوريا أعضاءً وإفرازات من الدببة(المثانة والمرارة بشكلٍ خاص) في الطب التقليدي الصينيّ حيث أن هناك مزارع متخصصة في الصين وفيتنام وكوريا متخصصة في تربية «دببة المرارة» لاستخراج الإفرازات منها.

## التصنيف
- فُصيلة قطيات الأرجل Ailuropodinae
  - جنس أيلوراركتوس (منقرض)
  - جنس الباندا العملاقة
    - نوع الباندا باكوني (منقرض)
    - نوع الباندا فوفاليز (منقرض)
    - نوع الباندا العملاق :
      - الباندا العملاق
      - الباندا كين لينغ

    - نوع الباندا القزم

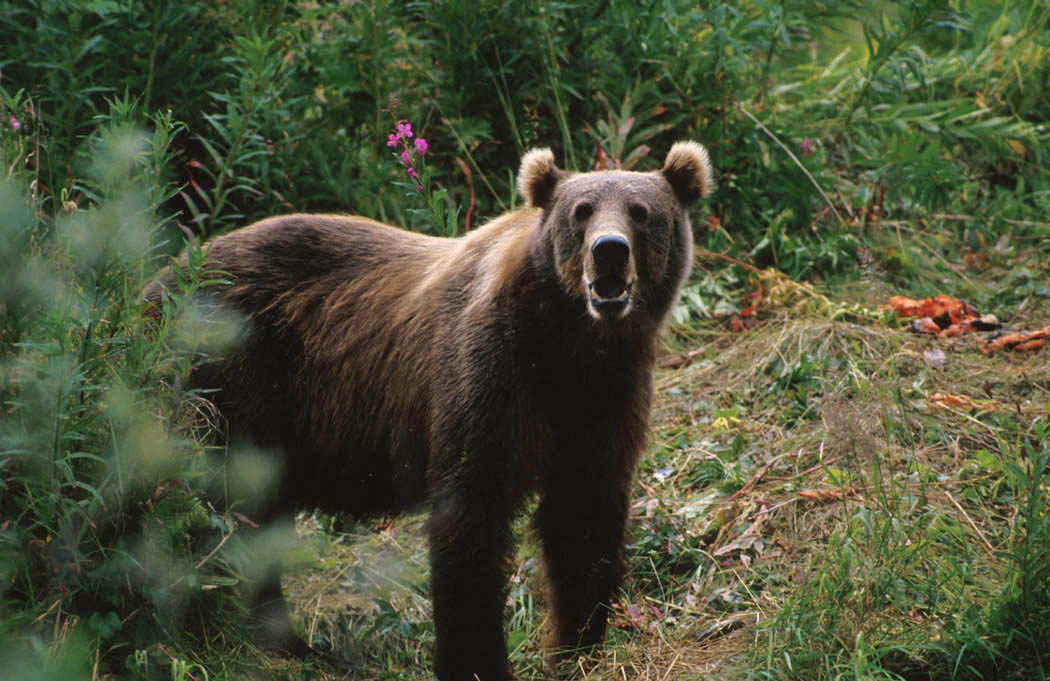
دب كودياك (سلالة كودياك)

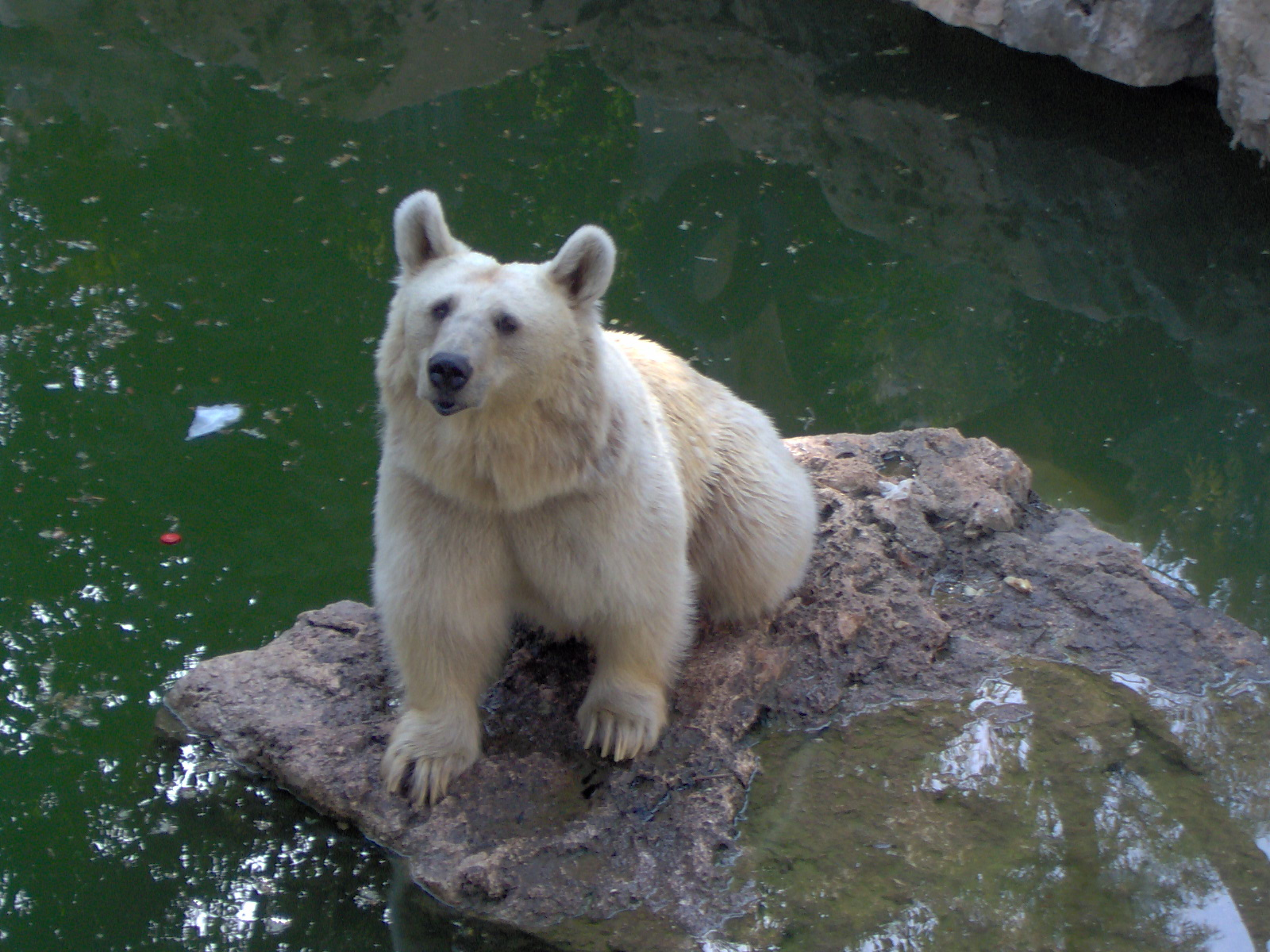
الدب البنيّ السوريّ في حديقة الحيوان التوراتيّة في القدس

- فُصيلة دببة قصيرة الوجه Tremarctinae:
  - جنس دب أبو نظارة
    - دب أبو نظارة
    - دب أبو نظارة فلوريدا (منقرض)

  - جنس دب قصير الوجه :
    - الدب القصير الوجه العملاق (منقرض)
    - الدب القصير الوجه المألوف (منقرض)
    - الدب البرازيلي القصير الوجه (منقرض)
    - الدب الأرجنتيني القصير الوجه (منقرض)
- فُصيلة الدب Ursinae:
  - جنس دب الشمس :
    - دب الشمس
    - دب الشمس البورنيوي

  - جنس دب الكسلان :
    - نوع دب الكسلان :
      - دب الكسلان السيريلانكي
      - دب الكسلان الهندي

  - جنس الدب :
    - نوع دب أسود أمريكي :
      - دب القرفة
      - دب الكيرمود

    - نوع الدب الأسود الآسيويّ :
      - دب الفرموزي الأسود
      - دب بلوشستان الأسود
      - دب باكستان الأسود

    - نوع دب البني :
      - (دب الأطلس) (منقرض)
      - (الدب البنيّ السوريّ)
      - (دب كودياك)
      - (دب رمادي)
      - دب البني الأوراسي
      - (دب الهيمالايا البني)
      - دب البني السيبيري
      - (دب بيرغمان) (منقرض)
      - (دب كامتشاتكا البني)
      - (دب كاليفورنيا الذهبي) (منقرض)
      - (دب جوبي)
      - (دب أوسوري البني)
      - (دب المكسيكي الأشيب) (منقرض)
      - (دب التبت الأزرق)

    - نوع دب مكفارلين
    - نوع دب القزم (منقرض)
    - نوع الدب القطبيّ
    - نوع دب الكهوف (منفرض)
- الدب التوسكاني (منقرض)

## الدببة وأقاربها
الدببة أعضاء في رتبة اللواحم وعائلة الدبيّات، وهي توصف بأنها تطوّرت من سلفٍ شبيه بالكلب مع أنها أقرب إلى الفقمات وأسود البحر التي تعتبر أكثر الفصائل قرباً لها.يمكن تتبع أصل الدببة إلى سلف مشترك شبيه بالكلب في حجم الراكون عاش منذ حوالي 20-30 مليون سنة في أوروبة.كان هناك الكثير من الجدل حول تصنيف الباندا العملاق مع الدببة أم الراكونيّات، وقد أظهرت تحاليل الحمض النووي الأخيرة أنه ينتمي بالفعل إلى عائلة الدبيّات، أما بالنسبة للباندا الأحمر فإن الجدل ما زال قائما حول كيفيّة تصنيفه، حيث يقوم بعض الخبراء بوضعه مع الدبيّات بينما يضعه أخرون مع الراكونيّات والبعض في عائلةٍ وحده. لوحظ مؤخراً أن الدببة البنيّة في جزر ABC الألاسكيّة قريبة للدببة القطبيّة أكثر من أقاربها الحقيقيّة، وقد لاحظ عالمان من جامعة ألاسكا أن الحمض النووي لهذه الدببة يختلف عن ذلك الذي للدببة البنيّة في مناطق أخرى من العالم، وبأنها لا تشاركها السلف البنيّ الذي تحدرت منه جميعها بل تشارك الدببة القطبيّة في ذلك.كما وأنه يفترض أن يتواجد نوع ضخم من الدببة في الصين لم يتم تصويره أبداً يسمى الدب الأزرق، ويعتقد بأنه نوع من الدببة السوداء.